# Sven Nordin
Sven Audun Nordin, född 6 februari 1957 i Oslo, är en norsk skådespelare.
Nordin har varit engagerad vid Oslo Nye Teater sedan 1981. På scenen har han framfört allt från Shakespeare till musikaler. Han slog igenom för den bredare publiken med rollen som piloten Hans Solberg i TV-serien Röd snö.  
Sven Nordin har ofta spelat komedi i par med Nils Vogt. De sågs i tv-serierna Mot i bröstet och Hos Martin och har även spelat mot varann på scen, exempelvis i Panikk i kulissens (Noises Off), Rett i lomma (Cash on Delivery) och Litt av et par (The Odd Couple).
Säsongen 2012–13 hade Sven Nordin rollen George mot Loa Falkmans roller Albin/Zaza i musikalen La cage aux folles på Oscarsteatern i Stockholm. De fick båda Tidskriften OPERA:s Musikalpris för 2012.

## Filmografi i urval
- 1985 – Röd snö (TV-serie)
- 1987 – På stigande kurs
- 1990 – Smycketjuven
- 1999 – Sufflösen
- 2001 – Elling
- 2002 – Shackleton (TV-serie)
- 2003 – Mamma, pappa, barn
- 2005 – Deadline Torp (TV-serie)
- 2009 – Wallander – Arvet
- 2011 – Revolt
- 2011 – Lilyhammer (TV-serie)
- 2012 – En fiende att dö för
- 2012 – Call Girl
- 2014 – Børning
- 2014 – Gentlemen
- 2014 – Kampen for tilværelsen (TV-serie)
- 2014–2015 – Blå ögon (TV-serie)
- 2016 – Gentlemen & Gangsters (TV-serie)
- 2016 – Den allvarsamma leken
- 2016 – Børning 2
- 2019 - Wisting (TV-serie)
- 2020 – Børning 3
- 2022 – Guldtransporten
- 2023 – The Reindeer Mafia (TV-serie)
- 2023 – Familjen Andersson (TV-serie)

## Teater

### Roller
- 2012 – Georges i La cage aux folles av Jerry Herman och Harvey Fierstein, regi Peter Dalle, Oscarsteatern[2]

## Priser och utmärkelser
- 2004 – Solprisen[3]
- 2011 – Gammleng-prisen[4]
- 2012 – Kanonprisen (för bästa biroll)[5]
- 2012 – OPERA:s Musikalpris